# 1992年全仏オープン
1992年 全仏オープン（1992ねんぜんふつオープン、Internationaux de France de Roland-Garros 1992）は、フランス・パリにある「スタッド・ローラン・ギャロス」にて、1992年5月25日から6月7日にかけて開催された。

## シード選手

### 男子シングルス
1. ジム・クーリエ　（優勝、大会2連覇）
2. ステファン・エドベリ　（3回戦）
3. ピート・サンプラス　（ベスト8）
4. ミヒャエル・シュティヒ　（3回戦）
5. マイケル・チャン　（3回戦）
6. ギー・フォルジェ　（2回戦）
7. ペトル・コルダ　（準優勝）
8. ゴラン・イワニセビッチ　（ベスト8）
9. カルロス・コスタ　（4回戦）
10. イワン・レンドル　（2回戦）　［この抽選表では、チェコスロバキア国籍で表示］
11. アンドレ・アガシ　（ベスト4）
12. リカルド・クライチェク　（3回戦）
13. アーロン・クリックステイン　（3回戦）
14. アレクサンドル・ボルコフ　（3回戦）
15. ブラッド・ギルバート　（1回戦）
16. ヤコブ・ラセク　（1回戦）

### 女子シングルス
1. モニカ・セレシュ　（優勝、大会3連覇）
2. シュテフィ・グラフ　（準優勝）
3. ガブリエラ・サバティーニ　（ベスト4）
4. アランチャ・サンチェス・ビカリオ　（ベスト4）
5. ジェニファー・カプリアティ　（ベスト8）
6. メアリー・ジョー・フェルナンデス　（3回戦）
7. コンチタ・マルチネス　（ベスト8）
8. マニュエラ・マレーバ・フラニエール　（3回戦）
9. アンケ・フーバー　（2回戦）
10. ヤナ・ノボトナ　（4回戦）
11. カテリナ・マレーバ　（2回戦）
12. ナタリー・トージア　（4回戦）
13. マリー・ピエルス　（4回戦）
14. 伊達公子　（4回戦）
15. レイラ・メスヒ　（4回戦）
16. サビーネ・アペルマンス　（2回戦）

## 大会経過

### 男子シングルス
準々決勝
- ジム・クーリエ vs.  ゴラン・イワニセビッチ　6-2, 6-1, 2-6, 7-5
- アンドレ・アガシ vs.  ピート・サンプラス　7-6, 6-2, 6-1
- アンリ・ルコント vs.  ニクラス・クルティ　6-7, 3-6, 6-3, 6-3, 6-3
- ペトル・コルダ vs.  アンドレイ・チェルカソフ　6-4, 6-7, 6-2, 6-4

準決勝
- ジム・クーリエ vs.  アンドレ・アガシ　6-3, 6-2, 6-2
- ペトル・コルダ vs.  アンリ・ルコント　6-2, 7-6, 6-3

### 女子シングルス
準々決勝
- モニカ・セレシュ vs.  ジェニファー・カプリアティ　6-2, 6-2
- ガブリエラ・サバティーニ vs.  コンチタ・マルチネス　3-6, 6-3, 6-2
- アランチャ・サンチェス・ビカリオ vs.  マノン・ボーラグラフ　6-2, 6-3
- シュテフィ・グラフ vs.  ナターシャ・ズベレワ　6-3, 6-7, 6-3

準決勝
- モニカ・セレシュ vs.  ガブリエラ・サバティーニ　6-3, 4-6, 6-4
- シュテフィ・グラフ vs.  アランチャ・サンチェス・ビカリオ　0-6, 6-2, 6-2

## 決勝戦の結果
- 男子シングルス： ジム・クーリエ vs.  ペトル・コルダ　7-5, 6-2, 6-1
- 女子シングルス： モニカ・セレシュ vs.  シュテフィ・グラフ　6-2, 3-6, 10-8
- 男子ダブルス： ヤコブ・ラセク＆ マルク・ロセ vs.  デビッド・アダムズ＆ アンドレイ・オルホフスキー　7-6, 6-7, 7-5
- 女子ダブルス： ジジ・フェルナンデス＆ ナターシャ・ズベレワ vs.  アランチャ・サンチェス・ビカリオ＆ コンチタ・マルチネス　6-3, 6-2
- 混合ダブルス： トッド・ウッドブリッジ＆ アランチャ・サンチェス・ビカリオ vs.  ブライアン・シェルトン＆ ロリ・マクニール　6-2, 6-3

## みどころ
- 女子シングルス優勝者のモニカ・セレシュは、全仏オープンでヒルデ・スパーリング（ドイツ、1908年 - 1981年）以来となる大会3連覇を達成。シュテフィ・グラフとの決勝戦は試合時間「2時間43分」を要した激闘となり、女子テニス史上に残る名勝負の1つとして語り継がれてきた。
- 伊達公子が初めて4大大会のシード選手に選ばれ、第14シードとしてアランチャ・サンチェス・ビカリオとの4回戦まで勝ち進んだ。この大会では雉子牟田明子も4回戦に進出し、日本人女子選手が2人ベスト16に勝ち残った。雉子牟田は4回戦で第1シードのモニカ・セレシュに挑戦し、最終第3セットで一時 4-1 のリードを奪ったが、結局セレシュに 1-6, 6-3, 4-6 で押し切られた。